# سریات
سریات (انگلیسی: Seryat) یک شهرک در شهرستان ملئوزوفسکی استان باشقیرستان کشور روسیه است.